# Абстрактний метод
Абстрактний метод (або чистий віртуальний метод (pure virtual method — часто помилково перекладається як чисто віртуальний метод)) — в об'єктно-орієнтованому програмуванні, метод класу, реалізація для якого відсутня. Клас, що містить абстрактні методи, також прийнято називати абстрактним. Абстрактні методи часто плутають з віртуальними. Абстрактний метод підлягає визначенню в класах-спадкоємцях, тому його можна віднести до віртуальних, але не кожен віртуальний метод є абстрактним.